# Янніс Мораліс
Янніс Мораліс (грец. Γιάννης Μόραλης, 23 квітня 1916, Арта — 20 грудня 2009) — вважається одним із найвеличніших художників сучасної Греції, представник, так званого, «покоління 30-х». Кавалер грецького Ордена Фенікса.

## Біографія
Янніс Мораліс народився у місті Арта в однойменному номі, проте 1927 року родина переїхала до Афін. У віці 15 років бу прийнятий до Афінської школи образотворчого мистецтва, де навчався в Умбертоса Аргіроса та Константіноса Партеніса. 1936 року за стіпендію поїхав здобувати подальшу освіту у Римі.
1949 року спільно із низкою грецьких художників, серед яких були Нікос Хатзікіріакос-Гікас, Янніс Тсарухіс, Нікос Ніколау, Нікос Енгонопулос, Панайотіс Тетсос, Георгос Мавроїдіс, заснував художній гурток «Армос» і організував першу спільну виставку 1950 року в Афінському конференц-холлі Заппіон. 1954 року Янніс Мораліс розпочав співпрацю із провідними театрами Греції, спочатку із Художнім театром, а пізніше із Національним театром Греції.
Наприкінці 2005 року картина Мораліса «Діалог» 1982 року була продана на торгах аукціоного будинку Bonhams за ₤207 200 включаючи усі збори. Таким чином, «Діалог» Мораліса став найдорожчою роботою грецьких художників сучасності.
Серед найвідоміших учнів Янніса Мораліса грецький художник Алекос Фасіанос, Янніс Метзіков